# Isohypsibius bellus
Isohypsibius bellus är en djurart som tillhör fylumet trögkrypare, och som först beskrevs av Mihelcic 1971.  Isohypsibius bellus ingår i släktet Isohypsibius och familjen Hypsibiidae. Inga underarter finns listade i Catalogue of Life.